# Mort i funeral d'Estat de Fidel Castro
La mort de l'expresident de Cuba, Fidel Castro, es va produir a les 22:45 hora local (03.45 UTC) del divendres 25 de novembre de 2016 en la seva residència a l'Havana. El seu germà Raúl Castro va informar oficialment de la mort de l'exmandatari a través de la televisió cubana.
El Consell d'Estat del país caribeny va decretar nou dies de dol nacional, fins al del seu sepeli, que va tenir lloc el 4 de desembre de 2016 en el Cementiri de Santa Ifigènia. L'esdeveniment va comptar amb la presència de diversos mandataris i representants de la comunitat internacional.
Les restes mortals de Castro van ser incinerades i les seves cendres van ser enterrades a Santiago de Cuba el 4 de desembre de 2016, en companyia de centenars de milers de cubans. Les causes de la mort no van ser publicades.

## Antecedents
A l'abril de 2016, en un discurs adreçat al Partit Comunista, Fidel Castro va dir el següent: "Aviat hauré de complir 90 anys, mai se m'hauria ocorregut tal idea i mai va ser fruit d'un esforç, va ser capritx de l'atzar. Aviat seré ja com tots els altres, a tots ens arribarà el nostre torn, però quedaran les idees dels comunistes cubans [···] com a prova que en aquest planeta, si es treballa amb fervor i dignitat, es poden produir els béns materials i culturals que els éssers humans necessiten [···] I hem de lluitar sense treva per obtenir-los". Al febrer de 2016, el seu germà major Ramón va morir a l'edat de 91 anys.

## Funeral
La defunció del líder de la Revolució cubana Fidel Castro es va produir a les 22.45 hora local (03.45 UTC) del divendres 25 de novembre de 2016 en la seva residència de l'Havana.
El seu germà i president de Cuba, Raúl Castro, va informar oficialment de la seva mort a través de la televisió. Segons va dir en el mateix comunicat, les seves restes serien cremades "atenent la seva voluntat expressa". El Consell d'Estat va decretar nou dies de dol nacional, fins al sepeli, que se celebraria el 4 de desembre de 2016 al Cementiri de Santa Ifigènia, i el qual comptaria amb la presència de diversos mandataris de la regió i de la resta del món.
Milers de persones van retre homenatge el dia 28 de novembre al líder cubà a la Plaça de la Revolució de l'Havana, realitzant signatures a favor del concepte de revolució del propi Fidel Castro i comprometent-se a continuar amb la seva obra sorgida de la històrica Revolució Cubana de 1959.
El 29 de novembre de 2016, una multitudinària concentració del poble cubà i estrangers, amb Raúl Castro al capdavant al costat d'importants caps d'estats del món van homenatjar a la Plaça de la Revolució de l'Havana al líder amb una sèrie d'intervencions que van durar a prop de quatre hores. L'endemà, de la pròpia Plaça va sortir rumb a Santiago de Cuba una caravana amb les cendres de Fidel dins d'un petit fèretre de cedre, en un viatge que rememora la Caravana de la Llibertat de 1959 en sentit invers.

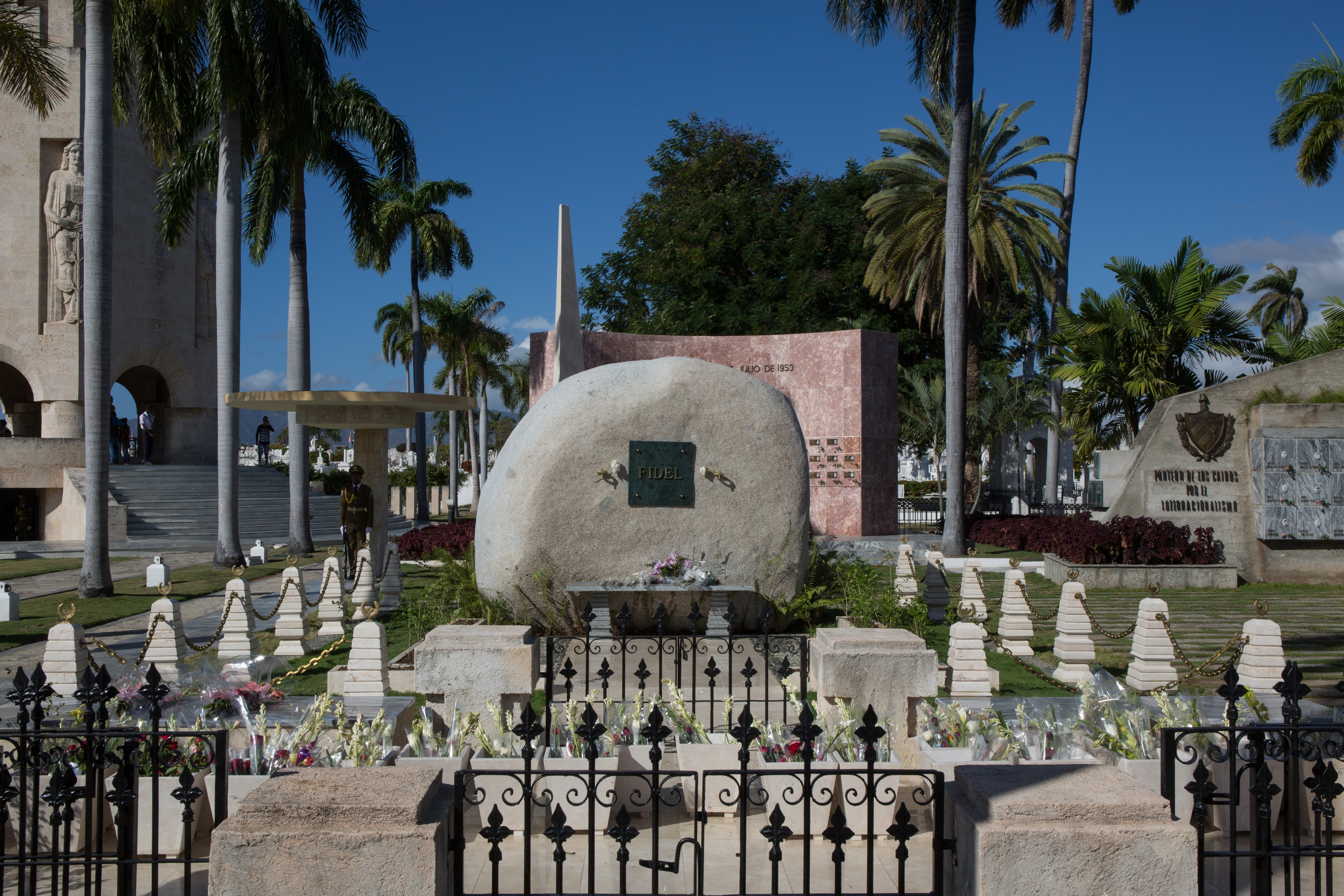
Tomba de Fidel Castro Ruz al cementiri de Santa Ifgènia.

Durant la jornada del dia 30 de novembre, la caravana va recórrer les poblacions de l'Havana, San José de les Lajas, Matances, Cárdenas, Colón, Santo Domingo, Cienfuegos i Santa Clara, on va passar la nit per a continuar l'itinerari l'endemà. Durant el viatge de les restes del líder revolucionari el suport popular va ser massiu.

La caravana va continuar el dia 1 de desembre per Placetas, Sancti Spíritus fins a Camagüey, on passaria la segona nit del viatge. A la jornada següent, la caravana va recórrer les ciutats de les Estudiantines, Holguín i Bayamo. El dia 3 de desembre, ben d'hora en el matí, va continuar el seu últim tram, des de Bayamo a Santiago de Cuba. A les 19:00 hores d'aquest mateix dia es va realitzar una segona mobilització a la Plaça Antonio Maceo, emplaçament des d'on Raúl Castro va expressar la voluntat de Fidel que no s'erigissin monuments, ni es nomenessin tampoc carrers o places amb el seu nom. També va manifestar portar a llei aquest últim desig del seu germà:
| «             | Fidel a l'ètica martiana de què "tota la glòria del món cap en un gra de blat de moro", el líder de la Revolució rebutjava qualsevol manifestació de culte a la personalitat i va ser conseqüent amb aquella actitud fins a les darreres hores de vida, insistint en què, una volta mort, el seu nom i la seva figura mai serien utilitzats per anomenar institucions, places, parcs, avingudes, carrers o altres espais públics, ni erigits en la seva memòria monuments, bustos, estàtues i altres formes similars de tribut. | » |
| — Raúl Castro | |   |

Finalment, el dia 4 de desembre la caravana va acabar la seva travessa al cementiri de Santa Ifigenia (Santiago de Cuba). En presència de la vídua de Fidel, els seus fills i alguns líders i personalitats internacionals, Raúl Castro va dipositar una petita urna amb les cendres del seu germà en un nínxol en forma de roca.

### Representants estrangers assistents al funeral
La majoria dels estats van enviar delegacions dirigides per funcionaris d'alt o mig rang al funeral; molts estats africans i llatinoamericans van enviar delegacions dirigides per presidents o primers ministres.
| Caps d'organitzacions multilaterals                            | | |
| Unió Africana                                                  | President | Nkosazana Dlamini Zuma                                                                                   |
| Federació Sindical Mundial \| \| Secretari General             | George Mavrikos | |
| Caps d'estat i governants                                      | | |
| Antigua i Barbuda                                              | Primer Ministre | Gaston Browne                                                                                            |
| Bahames \| \| Primer Ministre                                  | Perry Christie | |
| Bolívia \| \| President                                        | Evo Morales | |
| Canadà \| \| Governador General                                | David Johnston | |
| Cap Verd                                                       | President | Jorge Carlos Fonseca                                                                                     |
| Colòmbia                                                       | President | Juan Manuel Santos                                                                                       |
| República del Congo                                            | President | Denis Sassou Nguesso                                                                                     |
| Dominica                                                       | Primer Ministre | Roosevelt Skerrit                                                                                        |
| Equador                                                        | President | Rafael Correa                                                                                            |
| El Salvador                                                    | President | Salvador Sánchez Cerén                                                                                   |
| Guinea Equatorial \| \| President                              | Teodoro Obiang Nguema Mbasogo | |
| Etiòpia \| \|President                                         | Mulatu Teshome | |
| Grècia                                                         | Primer Ministre | Alexis Tsipras                                                                                           |
| Guyana                                                         | Primer Ministre | Moses Nagamootoo                                                                                         |
| Haiti \| \|President                                           | Jocelerme Privert | |
| Hondures                                                       | President | Juan Orlando Hernández                                                                                   |
| Jamaica \| \|Primer Ministre                                   | Andrew Holness | |
| Kenya \| \| President                                          | Uhuru Kenyatta | |
| Mèxic                                                          | President | Enrique Peña Nieto                                                                                       |
| Namíbia \| \| President                                        | Hage Geingob | |
| Nicaragua                                                      | President | Daniel Ortega                                                                                            |
| Panamà                                                         | President | Juan Carlos Varela                                                                                       |
| Saint Lucia                                                    | Primer Ministre | Allen Chastanet                                                                                          |
| Saint Vincent i les Grenadines \| \| Primer Ministre           | Ralph Gonsalves | |
| Sud-àfrica                                                     | President | Jacob Zuma                                                                                               |
| Surinam                                                        | President | Dési Bouterse                                                                                            |
| Uganda                                                         | Primer Ministre | Ruhakana Rugunda                                                                                         |
| Veneçuela                                                      | President | Nicolás Maduro                                                                                           |
| Zimbàbue                                                       | President | Robert Mugabe                                                                                            |
| Representants governamentals i altres                          | | |
| Algèria \| \| President del Consell de la Nació                | Abdelkader Bensalah | |
| Angola                                                         | Vicepresident MPLA Secretari | Manuel Vicente Paulo Kassoma                                                                             |
| Argentina                                                      | Ministre de d'Afers Exteriors | Susana Malcorra                                                                                          |
| Belarús \| \| Cap de l'Administració Presidencial              | Viktor Sheiman | |
| Belize                                                         | VicePrimer Ministre | Patrick Faber                                                                                            |
| Brasil                                                         | Ministre de Relacions Internacionals Ministre de Cultura Expresident                                                                                | José Serra Roberto Freire Luiz Inácio Lula da Silva Dilma Rousseff                                       |
| Cap Verd                                                       | Ministre de Cultura | Abraão Vicente                                                                                           |
| Xina                                                           | Vice-President | Li Yuanchao                                                                                              |
| Xile                                                           | President del Senat President de la Cambra de Diputats Ministre de Desenvolupament Social                                                           | Ricardo Lagos Weber Osvaldo Andrade Marcos Barraza                                                       |
|                                                                | FARC | [ 36 ]                                                                                                   |
| França                                                         | Ministre d'Ecologia Enviat presidencial per Amèrica Llatina                                                                                         | Ségolène Royal Jean-Pierre Bel                                                                           |
| Gabon                                                          | President del Senat | Lucie Milebou Aubusson                                                                                   |
| Alemanya                                                       | Excanciller | Gerhard Schröder                                                                                         |
| Haiti \| \| Expresident                                        | René Préval | |
| índia                                                          | Ministre de l'Interior Lok Sabha Portaveu Adjunt Bharatiya Janata Party MP INC MP CPI (M) Secretari General CPI Secretari BJD MP Samajwadi Party MP | Rajnath Singh M. Thambidurai Ramen Deka Anand Sharma Sitaram Yechury D. Raja Jhina Hikaka Javed Ali Khan |
| Iran                                                           | | [ 36 ]                                                                                                   |
| Irlanda                                                        | Ambaixador amb seu a Mèxic President del Sinn Féin TD \| \| Sonja Hyland Gerry Adams                                                                | |
| Jamaica \| \| Cap de l'Oposició                                | Portia Simpson Miller | |
| Japó                                                           | Membre de la Cambra de Representants | Keiji Furuya                                                                                             |
| Malàisia                                                       | Ambaixador de Cuba | Khairi Omar                                                                                              |
| Moçambic                                                       | Expresident | Armando Guebuza                                                                                          |
| Corea del Nord                                                 | Membre del Presidium del Politburó | Choe Ryong-hae                                                                                           |
| Portugal                                                       | Ministre Assistent | Eduardo Cabrita                                                                                          |
| Qatar                                                          | Ex-Emir | Hamad bin Khalifa Al Thani                                                                               |
| Rússia \| \| President de la Duma Estatal Vice Primer Ministre | Vyacheslav Volodin Dmitry Rogozin | |
| Espanya                                                        | Rei emèrit | Joan Carles I                                                                                            |
| Regne Unit                                                     | Ministre d'Estat per a Europa i les Amèriques Secretari d'Exteriors a l'Ombra (Partit Laborista)                                                    | Alan Duncan Emily Thornberry                                                                             |
| Estats Units                                                   | Conseller Adjunt de Seguretat Nacional Ambaixador designat                                                                                          | Ben Rhodes Jeffrey DeLaurentis                                                                           |
| Uruguai                                                        | Vice-President Expresidente | Raúl Sendic José Mujica                                                                                  |
| Vietnam                                                        | President de l'Assemblea Nacional | Nguyễn Thị Kim Ngân                                                                                      |

El líder de l'oposició de Regne Unit, Jeremy Corbyn, havia d'haver assistit com a part de la delegació del seu país. Tot i això, va negar la seva assistència més tard. El predicador nord-americà i capdavanter dels drets civils el Reverend Jesse Jackson va parlar en un memorial dedicat a Castro a l'Havana. Uns altres dels assistents de repercussió mediàtica van ser Danny Glover i l'argentí Diego Maradona.